# Liste des voies du 2e arrondissement de Lyon

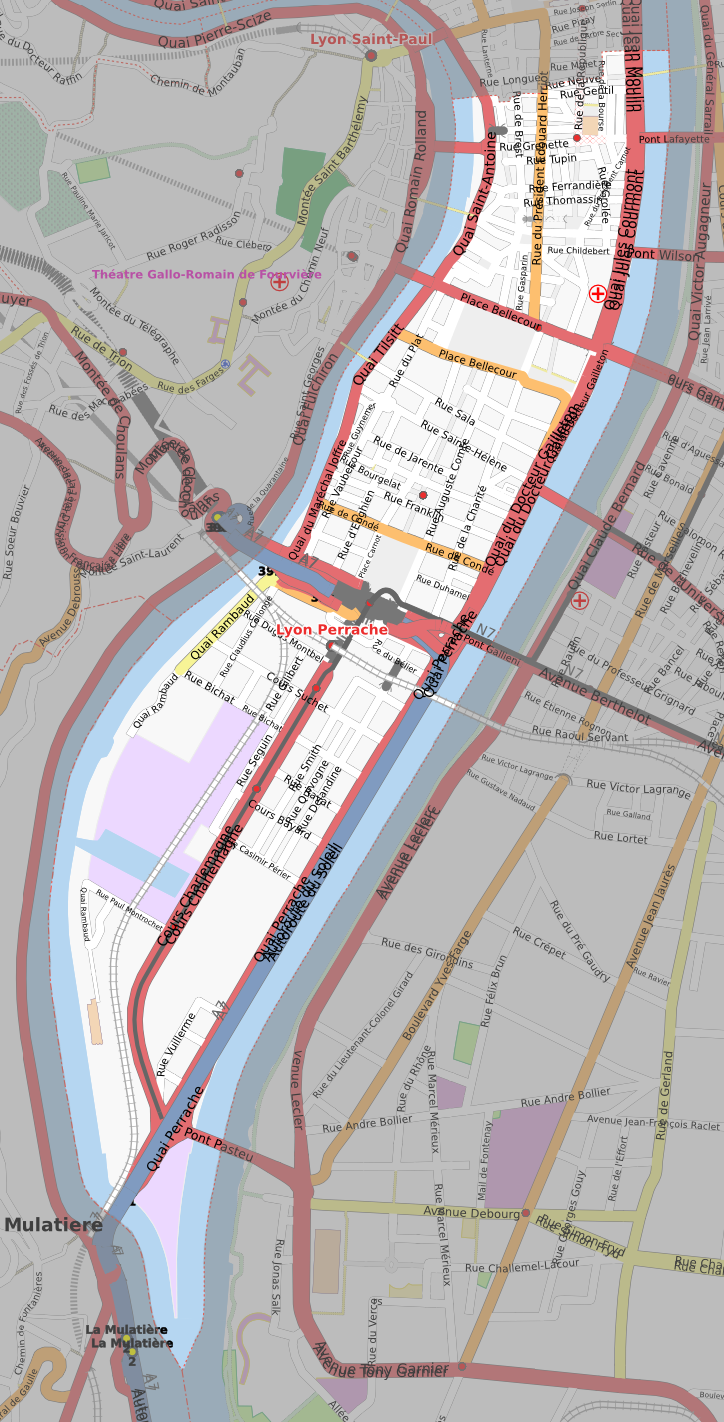
Carte du 2e arrondissement de Lyon

La liste des voies du 2e arrondissement de Lyon présente les différentes rues, quais, passages, montées et impasses du 2e arrondissement de la ville de Lyon, chef-lieu du département du Rhône et de la région Auvergne-Rhône-Alpes, en France.
Le 2e arrondissement de Lyon recouvre les quartiers centraux de la ville, dont les quartiers des Cordeliers, de Bellecour, d'Ainay, de Perrache, de Sainte-Blandine et de la Confluence dans la Presqu'île, soit la partie de Lyon située entre le Rhône et la Saône, les deux cours d'eau qui traversent la ville.
- Haut – A
- B
- C
- D
- E
- F
- G
- H
- I
- J
- K
- L
- M
- N
- O
- P
- Q
- R
- S
- T
- U
- V
- W
- X
- Y
- Z

## A
- Rue de l'Abbaye-d'Ainay
- Rue Adélaïde-Perrin
- Place d'Ainay
- Voûte d'Ainay
- Place d'Albon
- Rue d'Amboise
- Allée Ambroise-Croizat
- Place Amédée-Bonnet
- Place Ampère
- Rue de l'Ancienne-Préfecture
- Allée André-Mure
- Rue Antoine-Delandine
- Quai Antoine-Riboud
- Place Antoine-Rivoire
- Rue Antoine-de-Saint-Exupéry
- Rue Antoine-Sallès
- Place Antoine-Vollon
- Place Antonin-Gourju
- Place Antonin-Poncet
- Cour des Archers
- Rue des Archers
- Place des Archives
- Passage de l'Argue
- Petit passage de l'Argue
- Quai Arlès-Dufour
- Rue Auguste-Comte
- Rue d'Auvergne

## B
- Rue de la Barre
- Rue du Bât-d'Argent
- Cours Bayard
- Place Béatrice-Arzt
- Rue du Bélier
- Rue Bellecordière
- Place Bellecour
- Rue Bichat
- Rue Boissac
- Pont Bonaparte
- Rue des Bouquetiers
- Rue Bourgelat
- Place de la Bourse
- Rue de la Bourse
- Rue de Brest

## C
- Place Camille-Georges
- Place de la Capitainerie
- Place Carnot
- Rue Casimir-Périer
- Rue de Castries
- Impasse Catelin
- Place des Célestins
- Quai des Célestins
- Rue de la Charité
- Cours Charlemagne
- Rue Charles-Baudelaire
- Rue Charles-Biennier
- Rue Charles-Dullin
- Rue Childebert
- Rue Claudia
- Rue Claudius-Collonge
- Rue Clotilde-Bizolon
- Rue du Colonel-Chambonnet
- Rue de Condé
- Passerelle du Collège
- Rue Confort
- Place des Cordeliers

## D
- Rue David-Girin
- Rue Denuzière
- Place des Docks
- Quai du Docteur-Gailleton
- Rue Dubois
- Rue Dugas-Montbel
- Rue Duhamel

## E
- Rue Émile-Duployé
- Rue Émile-Zola
- Rue d'Enghien
- Rue Eynard

## F
- Rue Ferrandière
- Rue de Fleurieu
- Passerelle Florence-Arthaud
- Rue des Forces
- Rue Francisque-Collomb
- Place Francisque-Régaud
- Rue François-Dauphin
- Esplanade François-Mitterrand
- Rue Franklin
- Rue de la Fromagerie

## G
- Place Gailleton
- Pont Gallieni
- Rue Gaspard-André
- Rue Gasparin
- Place Général-Delfosse
- Rue Général-Plessier
- Place Gensoul
- Rue Gentil
- Rue de la Gerbe
- Rue Gilibert
- Rue Grenette
- Rue Grolée
- Pont de la Guillotière
- Rue Guynemer

## H
- Rue Henri-Germain
- Rue Henri-IV
- Place de l'Hôpital
- Rue Hrant-Dink

## J
- Rue Jacqueline-et-Roland-de-Pury
- Rue Jacques-Stella
- Place des Jacobins
- Square Janmot
- Rue Jarente
- Rue Jean-Fabre
- Quai Jean-Moulin
- Rue Jean-de-Tournes
- Allée Jeanne-Barret
- Rue Joannès-Drevet
- Quai Jules-Courmont
- Rue Jussieu

## K
- Pont Kitchener-Marchand

## L
- Pont Lafayette
- Rue Laurencin
- Passage Louis-Ravat

## M
- Passage Magellan
- Rue Marc-Antoine-Petit
- Rue Marcel-Gabriel-Rivière
- Pont Maréchal-Juin
- Quai Maréchal-Joffre
- Allée Marie-Louise-Rochebillard
- Petite place des Mariniers
- Rue des Marronniers
- Rue Mazard
- Rue Ménestrier
- Rue Mercière
- Rue Moncharmont
- Rue de la Monnaie
- Pont routier de la Mulatière

## N
- Rue Neuve
- Rue Nivière-Chol

## P
- Rue Palais-Grillet
- Passerelle du Palais-de-Justice
- Passage Panama
- Pont Pasteur
- Rue Paul-Borel
- Passerelle Paul-Couturier
- Rue Paul-Lintier
- Rue Paul-Montrochet
- Allée Paul-Scherrer
- Rue de Pazzi
- Quai Perrache
- Rue du Petit-David
- Rue du Plat
- Rue du Port-du-Temple
- Rue de la Poulaillerie
- Rue du Président-Carnot
- Rue du Président-Édouard-Herriot

## Q
- Rue Quatre-Chapeaux
- Rue Quivogne

## R
- Quai Rambaud
- Rue Ravat
- Pont Raymond-Barre
- Rue des Remparts-d'Ainay
- Place de la République
- Rue de la République

## S
- Quai Saint-Antoine
- Rue Saint-Bonaventure
- Rue Saint-François-de-Sales
- Place Saint-Nizier
- Rue Saint-Nizier
- Rue Sainte-Hélène
- Rue Sala
- Petite place des Salins
- Rue de Savoie
- Rue Seguin
- Rue Simon-Maupin
- Rue Smith
- Cours Suchet
- Rue Symphorien-Champier

## T
- Rue des Templiers
- Rue Thomassin
- Quai Tilsitt
- Rue Tony-Tollet
- Rue des Trois-Passages
- Place de la Tunisie
- Rue Tupin

## U
- Pont de l'Université

## V
- Rue Vaubecour
- Cours de Verdun (Gensoul, Perrache, Rambaud, Récamier)
- Rue Victor-Hugo
- Rue Vuillerme

## W
- Pont Wilson